# Exemplum
L'exemplum (plurale: exempla) è un genere letterario diffuso nel Medioevo. Si tratta tipicamente di un racconto (dichiarato come veridico) in cui il protagonista, grazie ad un determinato comportamento, ha raggiunto un certo risultato, corrispondente di solito alla salvezza dell'anima.
Spesso il racconto del fatto scaturisce da una sentenza o da un momento della vita di un santo. Tali exempla venivano usati dai predicatori per dimostrare attraverso l'esempio il loro messaggio; la ragione del successo e della diffusione di questi racconti è spesso collegata all'ascesa degli ordini mendicanti. Successivamente tali racconti paradigmatici sono stati messi per iscritto, a volte dall'autore stesso. Si sono costituite vere e proprie enciclopedie di exempla con rimandi e rinvii interni. Una di queste raccolte è l'Alphabetum narrationum (XIV secolo), che presenta una notevole quantità di exempla in lingua volgare, o anche la Disciplina clericalis scritta dal clerico Pietro Alfonsi. Questi testi circolavano anche fra i laici.

## Caratteristiche
Le caratteristiche dell'exemplum sono: 
1. il ricorso all'auctoritas;
2. la forma breve;
3. il presentarsi come fatti veramente accaduti;
4. il presentare un'unica possibilità di interpretazione;
5. il mirare sia al docere ('insegnare') che al delectare ('dilettare').

Sulla base degli exempla si sono costituiti racconti completi. A metà del XIV secolo si diffondono, infatti, racconti moralizzanti che hanno chiara matrice negli exempla: in questi ultimi racconti, che rappresentano un'evoluzione del loro antecedente, si riscontra un'attenzione sempre più grande per la narrazione fine a se stessa, così come viene meno l'usanza di citare una fonte o un testimone attendibile, oppure un ampliamento delle fonti citate.
Generalmente si tratta di biografie che vengono spesso e volentieri raccolte in opere di respiro più ampio, come ad esempio il De mulieribus claris di Boccaccio oppure il De viris illustribus di Petrarca.
Gli exempla vennero utilizzati spesso come mezzi di cristianizzazione o lotta contro l'eresia.
La loro origine, riguardo alla letteratura medievale, è ancora incerta.
Un racconto che si ispira all'exemplum è quello di padre Macario sul miracolo delle noci, narrato da Fra Galdino nel terzo capitolo de I promessi sposi.